# Central Park Plaza
Central Park Plaza es un complejo de oficinas comerciales de 15 pisos en el centro de Omaha, Nebraska. Consta 38 989 m²  de espacio para oficinas, en dos torres de ladrillo rojo con un conector central de nivel inferior en el primer y segundo piso. El edificio cuenta con un patio central y un estacionamiento de seis pisos que está ubicado directamente al norte del edificio y está conectado por una pasarela elevada. En 2007, se agregó una función de iluminación de "amanecer" a la cara en ángulo de las torres. Las torres, construidas en forma de "V", han sido centrales en el horizonte de Omaha desde que se construyeron en la década de 1980.

## Historia
Construidos originalmente en 1982, los edificios albergaron la sede corporativa de Conagra hasta que la empresa comenzó a mudarse a su nuevo campus frente al río en 1988, y habían desocupado por completo los edificios en 1990. A lo largo de los años, los edificios han albergado oficinas para varias corporaciones importantes para la historia económica de Omaha, entre ellas; First National Bank of Omaha, US West, OPPD, Norwest Bank, y la división Norchem de Enron.
En 1983, en un intento de revitalizar el comercio minorista a lo largo de 16th Street en el centro, se agregó un centro comercial de dos pisos, Parkfair Mall, al lado oeste de Central Park Plaza, frente al J. L. Brandeis and Sons Store Building. El centro comercial cerró a principios de la década de 1990 y en 2005 los propietarios actuales del edificio convirtieron el centro comercial en un estacionamiento con calefacción de 125 puestos.
Después de que varias corporaciones trasladaran sus oficinas a otras instalaciones a fines de la década de 1990 y principios de la de 2000, la tasa de vacantes del edificio se disparó hasta un 73 %. En 2005, la compañía de seguros FirstComp trasladó su sede a la torre sur y, después de varias renovaciones, ahora ocupa la mayor parte de la torre norte. A partir de 2009, FirstComp y su empresa hermana, Rex Risk Exchange, colocaron letreros en las torres norte y sur respectivamente, los primeros letreros en las torres en varios años. También en 2005 se abrió el primer Starbucks en el centro de Omaha en un lugar en el primer piso de la torre norte. El primer piso de la torre sur tiene un asador de lujo, Sullivan's, que abrió sus puertas en 2007. Ambos lugares tienen patios al aire libre en el patio agregados durante una restauración de 500 000 dólares al patio principal en 2005.

## Galería

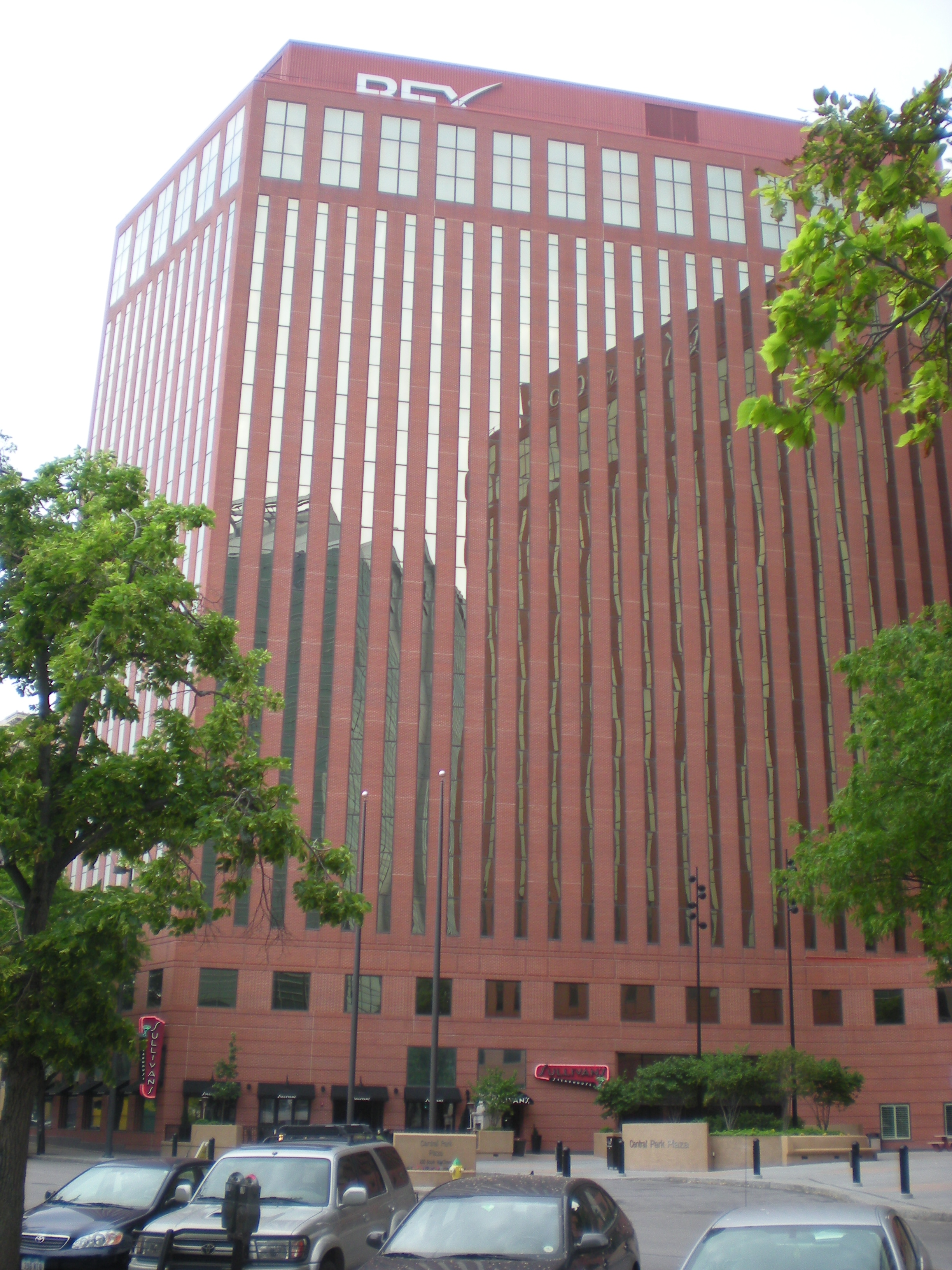
Torre Sur
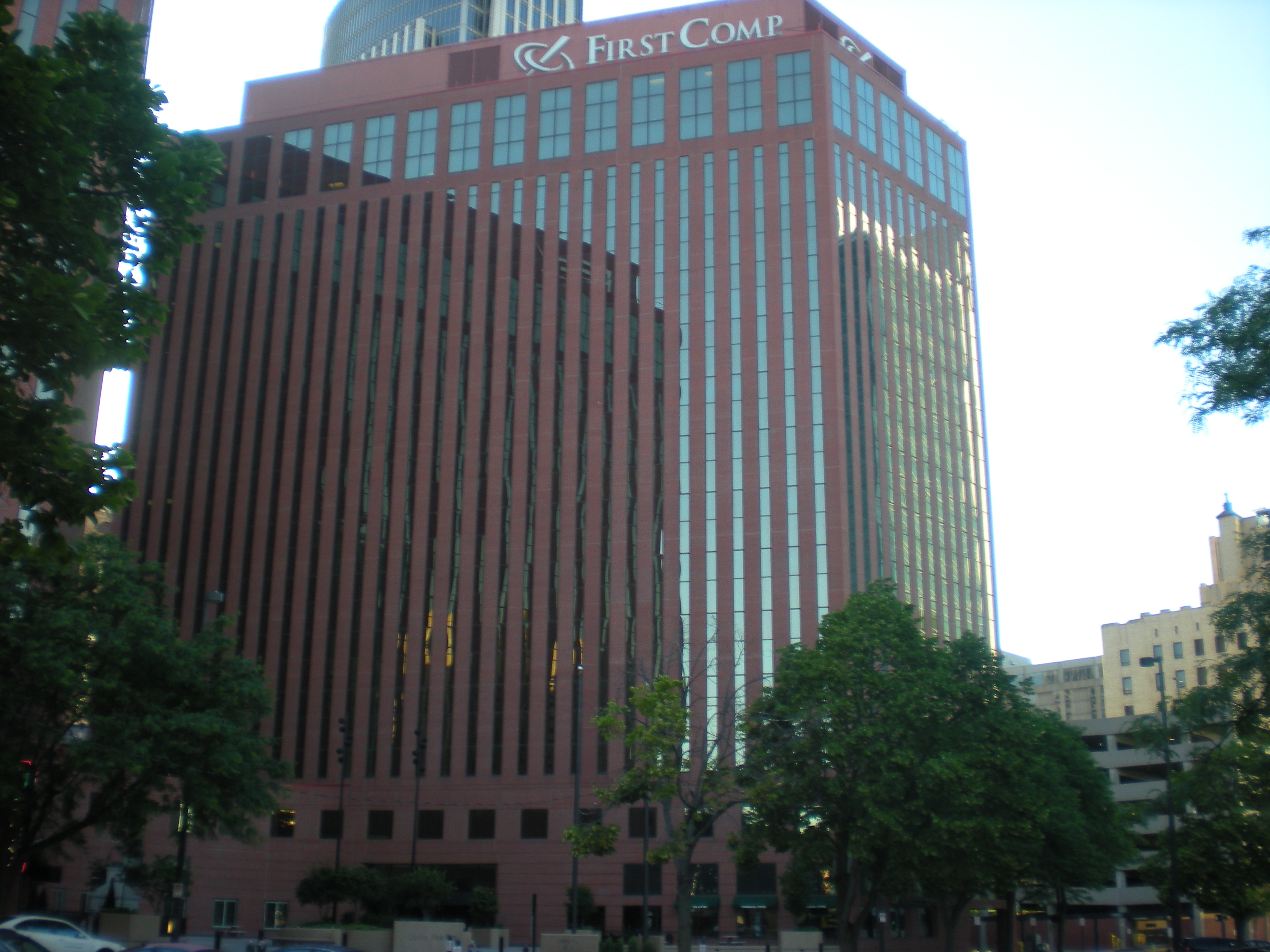
Torre Norte